# 페리 베이르트만
페리 베이르트만(네덜란드어: Ferry Weertman, 1992년 6월 27일~)은 네덜란드의 수영 선수로 주 종목은 자유형과 오픈 워터 스위밍이다. 2016년 하계 올림픽에서 남자 10km 오픈 워터 스위밍 종목에서 금메달을 획득했다.

## 개인사
베이르트만은 네덜란드의 수영 선수인 라노미 크로모비조요와 결혼했다.